# Parafia Chrystusa Odkupiciela Człowieka w Olsztynie
Parafia Chrystusa Odkupiciela Człowieka w Olsztynie – rzymskokatolicka parafia w Olsztynie, należąca do archidiecezji warmińskiej i dekanatu Olsztyn Śródmieście. Została utworzona w 1980. Kościół parafialny mieści się przy ulicy Wyszyńskiego. Parafię prowadzą księża diecezjalni.
W latach 1995–1997 wikariuszem parafii był Henryk Błaszczyk.